# Convenția bulgaro-otomană (1915)
Convenția de la Sofia dintre Bulgaria și Imperiul Otoman (Turcia) a fost semnată la 6 septembrie (24 August s.v.) 1915. Prin aceasta a fost rectificată granița dintre cele două țări în favoarea Bulgariei, cu scopul de a aduce Bulgaria în Primul Război Mondial de partea Puterilor Centrale.
O alianță defensivă între Bulgaria și Turcia a fost încheiată pe 19 august 1914, dar negocierile pentru intervenția Bulgariei în războiul nu a început între cele două părți până în mai 1915. A devenit repede clar că Bulgaria căuta să modifice frontiera, iar Imperiul German și Austro-Ungaria au pus presiune pe otomani să accepte. Austro-Ungaria era convinsă că o alianță turco-bulgară va menține Grecia și România neutră. Ambasadorul Germaniei în Turcia, Hans von Wangenheim, nu era fost convins de propunerea de alianță, crezând că neutralitatea României ar putea fi asigurată numai prin concesiile teritoriale asupra Austro-Ungariei. Ambasadorul austro-ungar, Johann von Pallavicini, a convins Imperiul Otoman să accepte o rectificare de frontieră, dar Bulgaria a refuzat inițial să-și abandoneze statutul de neutralitate, singura condiție prin care Imperiul Otomani ar fi cedat teritoriu.
Pe 6 august 1915, Britanicii au lansat o ofensivă în Gallipoli, care a scos la suprafață criza de muniție prin care trecea Turcia. Pe 17 August, ministrul turc de război Enver Pașa, a scris șefului statului major german, Erich von Falkenhayn, pentru a se informa dacă va avea loc o ofensivă austro-germană împotriva Serbiei. I s-a răspuns că depinde de intervenția Bulgariei intervenție, care la rândul ei depinde de un pact turco-bulgar. Astfel, otomanii au ajuns la un acord rapid cu Bulgaria, pe 22 august. Au cedat râul Marița și malul stâng al acestuia până la o adâncime de 1,5 kilometri. Astfel Bulgaria a preluat controlul căii ferate de la marea Egee și a portului din Dedeagach.
Pe lângă convenția bulgaro-otomană, Bulgaria a semnat un tratat de alianță cu Germania și o convenție militară între Germania, Austro-Ungaria și Bulgaria, la Sofia pe data de 6 septembrie. Bulgaria a fost de acord să permită trecerea proviziilor germane și austro-ungare prin teritoriul spre Imperiului Otoman, pentru a invada Serbia cu o forță mare. Până în noiembrie, probleme acute de aprovizionare a Turciei, care amenințau să distrugă regimul în luna august, au fost rezolvate.